# 加毛神社
加毛神社（かもじんじゃ）は、岐阜県安八郡輪之内町にある神社。
式内社の美濃国安八郡加毛神社であり、全国にある加茂神社（賀茂神社・鴨神社）の一つとされている。

## 沿革・概略
- 創建時期は不明。神大根王（彦坐王の子。本巣国造・三野前国造の祖）、またはその子孫がこの地を開墾した際に、祖神の神別雷命を祀った神社と言われている。
- 創建当初の名は加毛神社（美濃国神名帳には「従五位下加毛明神」）であったが、鎌倉時代の頃から白髭大明神を祀る神社となり、白髭神社と改名している。このことより、現在も一部の文献には祭神を「白髭大明神」としている。
- 明治2年（1869年）に加毛神社に改称し、明治6年（1873年）に郷社に列される。

## 祭神
- 神別雷命

白髭大明神の説もある

## 主な祭事
- 粥つけ神事（1月15日）
- 例祭（9月30日）
- 加毛神社祭【氏子祭】（10月10日）

## 所在地
- 岐阜県安八郡輪之内町下大榑東井堰13017

大榑川（長良川の支流）の右岸の福束輪中

## 交通機関
- 名阪近鉄バス「輪之内文化会館」バス停より約2.5km。
  - 東海道本線・養老鉄道・樽見鉄道大垣駅南口（大垣駅前バスのりば）、または岐阜羽島駅より「輪之内文化会館」行き